# Gasterochisma melampus
Gasterochisma melampus é uma espécie de peixes perciformes da família Scombridae.

## Descrição
OS machos podem atingir os 164 cm de comprimento total.